# Garrodia nereis
Garrodia nereis е вид птица от семейство Hydrobatidae, единствен представител на род Garrodia.

## Разпространение
Видът е разпространен в Аржентина, Австралия, Нова Зеландия, Фолкландски острови, Френски южни и антарктически територии, Чили и Южна Джорджия и Южни Сандвичеви острови.